# Изылинка
Изылинка — станция в Тогучинском районе Новосибирской области. Входит в состав Шахтинского сельсовета.

## География
Площадь станции — 66 гектаров.

## Население
| 2002 | 2007 | 2010 |
| ---- | ---- | ---- |
| 123  | ↘108 | ↘83  |

## Инфраструктура
На станции по данным на 2007 год отсутствует социальная инфраструктура.